# 雷伊村
雷伊村，是西班牙埃斯特雷马杜拉巴达霍斯省的一个市镇。总面积99平方公里，
2001年普查人口總數為2302人，人口密度為每平方公里23人